# Elna Reinach
| jaar | rang enkelspel | rang dubbelspel |
| ---- | -------------- | --------------- |
| 1984 | 273            | –               |
| 1985 | 205            | –               |
| 1986 | 56             | 86              |
| 1987 | 95             | 87              |
| 1988 | 28             | 42              |
| 1989 | 56             | 20              |
| 1990 | 90             | 19              |
| 1991 | 80             | 17              |
| 1992 | 109            | 21              |
| 1993 | 57             | 28              |
| 1994 | 74             | 50              |
| 1995 | 108            | 35              |

Elna Reinach (Pretoria, 2 december 1968) is een voormalig tennisspeelster uit Zuid-Afrika. Reinach concentreerde zich voornamelijk op dubbelspel, en was actief in het proftennis van 1983 tot en met 1995.

## Loopbaan

### Enkelspel
Reinach debuteerde in 1983 op het ITF-toernooi van Kaapstad (Zuid-Afrika) – hier veroverde zij haar eerste titel, door haar twee jaar oudere zus Monica Reinach te verslaan. In totaal won zij vijf ITF-titels, de laatste in 1988 in haar geboortestad Pretoria.
In 1985 nam Reinach voor het eerst deel aan een grandslamtoernooi, op Wimbledon – zij had met succes het kwalificatietoernooi doorlopen, maar verloor haar openingspartij in het hoofdtoernooi van de Amerikaanse Zina Garrison. In 1986 kwalificeerde Reinach zich voor het eerst voor een WTA-hoofdtoernooi, op het toernooi van Wild Dunes. Zij stond in 1989 voor het eerst in een WTA-finale, op het toernooi van Albuquerque – zij verloor van de Amerikaanse Lori McNeil. In 1993 veroverde Reinach haar enige WTA-enkelspeltitel, op het toernooi van Auckland, door de Amerikaanse Caroline Kuhlman te verslaan met een double bagel (tweemaal 6–0).
Haar beste resultaat op de grandslamtoernooien is het bereiken van de vierde ronde. Haar hoogste notering op de WTA-ranglijst is de 26e plaats, die zij bereikte in februari 1989.

### Dubbelspel
Reinach behaalde in het dubbelspel betere resultaten dan in het enkelspel. Zij debuteerde in 1984 op het ITF-toernooi van Sutton (Engeland) samen met haar zus Monica. Zij stond later dat jaar voor het eerst in een finale, op het ITF-toernooi van Manchester (Engeland), weer samen met zus Monica Reinach – hier veroverde zij haar eerste titel, door het duo Cathy Drury en Ellinore Lightbody te verslaan. In totaal won zij zes ITF-titels, de laatste in 1986 in Johannesburg (Zuid-Afrika).
In 1985 nam Reinach al deel aan het gemengd dubbelspel van een grandslamtoernooi, op Roland Garros, met landgenoot Christo van Rensburg aan haar zijde. Een jaar later speelde zij ook in het vrouwendubbelspel op Roland Garros, samen met zus Monica. Eerder in 1986 speelde Reinach voor het eerst op een WTA-hoofdtoernooi, op het toernooi van Boca Raton, samen met de Nederlandse Nanette Schutte. Zij stond later dat jaar voor het eerst in een WTA-finale, op het toernooi van Berkeley, samen met de Amerikaanse Amy Holton – zij verloren van het Amerikaanse koppel Beth Herr en Alycia Moulton. In 1989 veroverde Reinach haar eerste WTA-titel, op het toernooi van Albuquerque, samen met de Australische Nicole Provis, door het koppel Raffaella Reggi en Arantxa Sánchez te verslaan. Op de Olympische Spelen van 1992 in Barcelona bereikte zij de kwartfinale, samen met Mariaan de Swardt. In totaal won zij tien WTA-titels, de laatste in 1995 in Auckland, samen met de Canadese Jill Hetherington.
Wat betreft het vrouwendubbelspel is haar beste resultaat op de grandslamtoernooien het bereiken van de halve finale. In het gemengd dubbelspel stond zij twee keer in de finale: in 1993 op Roland Garros, waar zij samen met landgenoot Danie Visser net naast de titel greep, en het jaar erna op het US Open 1994, waar zij met de Amerikaan Patrick Galbraith aan haar zijde te sterk bleek voor Jana Novotná (Tsjechië) en Todd Woodbridge (Australië). Haar hoogste notering op de WTA-ranglijst is de tiende plaats, die zij bereikte in juni 1990.

### Tennis in teamverband
In de periode 1992–1995 maakte Reinach deel uit van het Zuid-Afrikaanse Fed Cup-team – zij vergaarde daar een winst/verlies-balans van 16–4.

## Palmares
| Legenda                |
| ---------------------- |
| Grandslamtoernooi      |
| Olympische Spelen      |
| Year-End Championships |
| Tier I                 |
| Tier II                |
| Tier III               |
| Tier IV & V            |

### WTA-finaleplaatsen enkelspel
| nr.              | finale     | toernooi        | ondergrond | tegenstandster   | score    |         |
| ---------------- | ---------- | --------------- | ---------- | ---------------- | -------- | ------- |
| gewonnen finales |            |                 |            |                  |          |         |
| 1.               | 1993-02-07 | WTA Auckland    | hardcourt  | Caroline Kuhlman | 6-0, 6-0 | details |
| verloren finales |            |                 |            |                  |          |         |
| 1.               | 1989-08-20 | WTA Albuquerque | hardcourt  | Lori McNeil      | 1-6, 3-6 | details |

### WTA-finaleplaatsen vrouwendubbelspel
| nr.              | finale     | toernooi         | ondergrond    | partner            | tegenstandsters                     | score         |         |
| ---------------- | ---------- | ---------------- | ------------- | ------------------ | ----------------------------------- | ------------- | ------- |
| gewonnen finales |            |                  |               |                    |                                     |               |         |
| 1.               | 1989-08-20 | WTA Albuquerque  | hardcourt     | Nicole Provis      | Raffaella Reggi Arantxa Sánchez     | 4-6, 6-4, 6-2 | details |
| 2.               | 1990-05-20 | WTA Berlijn      | gravel        | Nicole Provis      | Hana Mandlíková Jana Novotná        | 6-2, 6-1      | details |
| 3.               | 1990-05-27 | WTA Straatsburg  | gravel        | Nicole Provis      | Kathy Jordan Elizabeth Smylie       | 6-1, 6-4      | details |
| 4.               | 1991-11-10 | WTA Brentwood    | hardcourt (i) | Sandy Collins      | Yayuk Basuki Caroline Vis           | 5-7, 6-4, 7-6 | details |
| 5.               | 1992-05-24 | WTA Luzern       | gravel        | Amy Frazier        | Karina Habšudová Marianne Werdel    | 7-5, 6-2      | details |
| 6.               | 1992-11-01 | WTA San Juan     | hardcourt     | Amanda Coetzer     | Gigi Fernández Kathy Rinaldi        | 6-2, 4-6, 6-2 | details |
| 7.               | 1992-11-14 | WTA Indianapolis | hardcourt (i) | Katrina Adams      | Sandy Collins Mary-Lou Daniels      | 5-7, 6-2, 6-4 | details |
| 8.               | 1993-02-07 | WTA Auckland     | hardcourt     | Isabelle Demongeot | Jill Hetherington Kathy Rinaldi     | 6-2, 6-4      | details |
| 9.               | 1994-11-06 | WTA Québec       | tapijt (i)    | Nathalie Tauziat   | Linda Wild Chanda Rubin             | 6-4, 6-3      | details |
| 10.              | 1995-02-05 | WTA Auckland     | hardcourt     | Jill Hetherington  | Laura Golarsa Caroline Vis          | 7-6, 6-2      | details |
| verloren finales |            |                  |               |                    |                                     |               |         |
| 1.               | 1986-07-27 | WTA Berkeley     | hardcourt     | Amy Holton         | Beth Herr Alycia Moulton            | 1-6, 2-6      | details |
| 2.               | 1988-10-16 | WTA Filderstadt  | hardcourt (i) | Raffaella Reggi    | Iwona Kuczyńska Martina Navrátilová | 1-6, 4-6      | details |
| 3.               | 1989-10-15 | WTA Filderstadt  | hardcourt (i) | Raffaella Reggi    | Gigi Fernández Robin White          | 4-6, 6-7      | details |
| 4.               | 1989-10-22 | WTA Bayonne      | hardcourt (i) | Raffaella Reggi    | Manon Bollegraf Catherine Tanvier   | 6-7, 5-7      | details |
| 5.               | 1991-05-12 | WTA Rome         | gravel        | Nicole Provis      | Jennifer Capriati Monica Seles      | 5-7, 2-6      | details |
| 6.               | 1991-05-20 | WTA Berlijn      | gravel        | Nicole Provis      | Larisa Neiland Natallja Zverava     | 3-6, 3-6      | details |
| 7.               | 1991-06-16 | WTA Birmingham   | gras          | Sandy Collins      | Nicole Provis Elizabeth Smylie      | 3-6, 4-6      | details |
| 8.               | 1991-11-03 | WTA Scottsdale   | hardcourt     | Sandy Collins      | Mareen Louie Cammy MacGregor        | 5-7, 6-3, 3-6 | details |
| 9.               | 1992-06-14 | WTA Birmingham   | gras          | Sandy Collins      | Lori McNeil Rennae Stubbs           | 7-5, 3-6, 6-8 | details |

### Finaleplaatsen gemengd dubbelspel
| nr.              | finale     | toernooi      | ondergrond | partner           | tegenstanders                        | score         |         |
| ---------------- | ---------- | ------------- | ---------- | ----------------- | ------------------------------------ | ------------- | ------- |
| gewonnen finales |            |               |            |                   |                                      |               |         |
| 1.               | 1994-09-11 | US Open       | hardcourt  | Patrick Galbraith | Jana Novotná Todd Woodbridge         | 6-2, 6-4      | details |
| verloren finales |            |               |            |                   |                                      |               |         |
| 1.               | 1993-06-06 | Roland Garros | gravel     | Danie Visser      | Jevgenia Manjoekova Andrej Olchovski | 2-6, 6-4, 4-6 | details |

## Resultaten grandslamtoernooien
| Legenda | Legenda                          |
| ------- | -------------------------------- |
| g.t.    | geen toernooi gehouden           |
| l.c.    | lagere categorie                 |
| –       | niet deelgenomen                 |
| G       | uitgeschakeld in de groepsfase   |
| 1R      | uitgeschakeld in de eerste ronde |
| 2R      | uitgeschakeld in de tweede ronde |
| 3R      | uitgeschakeld in de derde ronde  |
| 4R      | uitgeschakeld in de vierde ronde |
| KF      | uitgeschakeld in de kwartfinale  |
| HF      | uitgeschakeld in de halve finale |
| F       | de finale verloren               |
| W       | het toernooi gewonnen            |
| w-v     | winst/verlies-balans             |

### Enkelspel
| Toernooi        | 1985 | 1986 | 1987 | 1988 | 1989 | 1990 | 1991 | 1992 | 1993 | 1994 | 1995 | w-v   |
| --------------- | ---- | ---- | ---- | ---- | ---- | ---- | ---- | ---- | ---- | ---- | ---- | ----- |
| Australian Open | –    | g.t. | 3R   | –    | –    | –    | 1R   | –    | 2R   | 1R   | 2R   | 4-5   |
| Roland Garros   | –    | 1R   | 1R   | 3R   | 2R   | 1R   | 4R   | 1R   | 2R   | 1R   | 1R   | 7-10  |
| Wimbledon       | 1R   | 1R   | 1R   | 3R   | 1R   | 3R   | 1R   | 1R   | 1R   | 2R   | 2R   | 6-11  |
| US Open         | –    | 3R   | 2R   | 4R   | 2R   | 3R   | 1R   | 1R   | 2R   | 2R   | 1R   | 11-10 |

### Vrouwendubbelspel
| Toernooi        | 1986 | 1987 | 1988 | 1989 | 1990 | 1991 | 1992 | 1993 | 1994 | 1995 | w-v   |
| --------------- | ---- | ---- | ---- | ---- | ---- | ---- | ---- | ---- | ---- | ---- | ----- |
| Australian Open | g.t. | 3R   | –    | –    | –    | 1R   | –    | 1R   | 3R   | 3R   | 5-5   |
| Roland Garros   | 2R   | 2R   | HF   | 3R   | HF   | 2R   | 3R   | 3R   | KF   | KF   | 23-10 |
| Wimbledon       | 3R   | 2R   | –    | HF   | 3R   | 3R   | 3R   | 1R   | 1R   | 3R   | 15-9  |
| US Open         | 1R   | 2R   | 1R   | HF   | KF   | KF   | 3R   | KF   | KF   | 3R   | 21-10 |

### Gemengd dubbelspel
| Toernooi        | 1985 | 1986 | 1987 | 1988 | 1989 | 1990 | 1991 | 1992 | 1993 | 1994 | 1995 | w-v   |
| --------------- | ---- | ---- | ---- | ---- | ---- | ---- | ---- | ---- | ---- | ---- | ---- | ----- |
| Australian Open | –    | g.t. | 1R   | –    | –    | –    | 1R   | –    | 1R   | 1R   | 1R   | 0-5   |
| Roland Garros   | 1R   | –    | 3R   | –    | –    | 3R   | 2R   | 2R   | F    | 1R   | 3R   | 9-8   |
| Wimbledon       | –    | HF   | 3R   | 3R   | 1R   | KF   | HF   | 2R   | 2R   | 2R   | 1R   | 18-10 |
| US Open         | –    | 2R   | –    | KF   | HF   | KF   | HF   | HF   | 2R   | W    | 1R   | 20-8  |